# Традиционная африканская медицина
Традиционная африканская медицина — совокупность традиционных приёмов, технологий и верований, применяемых народами Африки в медицинских целях. Включает траволечение, заклинания и ритуалы. Целители нередко утверждают, что способны излечивать такие заболевания как злокачественные опухоли, психические заболевания, гипертензию, холеру, большую часть венерических заболеваний, эпилепсию, астму, экзему, лихорадку, депрессию, аденому предстательной железы, инфекции мочеполового тракта, подагру, а также травмы и ожоги.

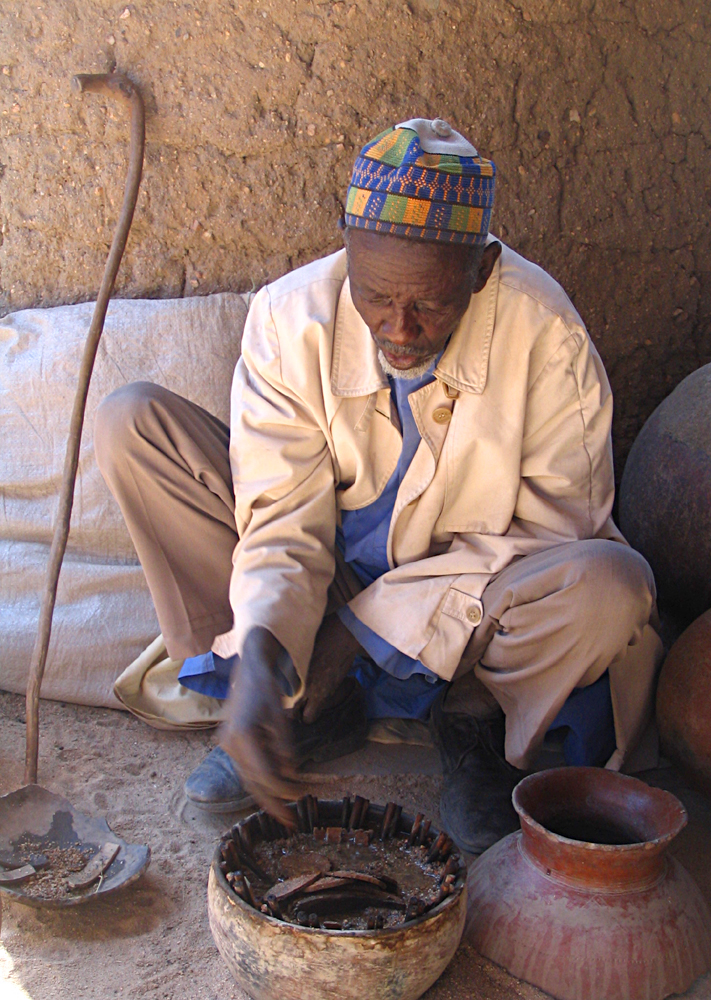
Заклинатель крабов из Камеруна гадает на крабах. Он помещает их в горшок с камнями и по изменению положения камней судит о будущем.

Для диагностики заболевания используются магические обряды. Лечение, обычно препараты лекарственных трав, носит сакральный характер. В основании традиционной африканской медицины лежит вера, что болезни происходят от нарушения духовного или социального баланса. Этим она отличается от западной медицины, основывающейся на данных естественных наук.
В 21 веке значительная часть населения Африки не имеет доступа к качественной медицинской помощи и лекарственным средствам из-за их высокой стоимости.
В последние годы африканские медики начинают проявлять интерес к традиционной медицине.

## История

### Колониальная эра
Западная наука в прошлом рассматривала методы традиционной африканской медицины как примитивные. Колониальные власти вели борьбу с народными целителями. В то же время власти предпринимали попытки взять под контроль оборот лекарственных трав.
В Мозамбике, после обретения ей независимости в 1975 году, целителей посылали в специальные лагеря для перевоспитания.

### Современная эпоха

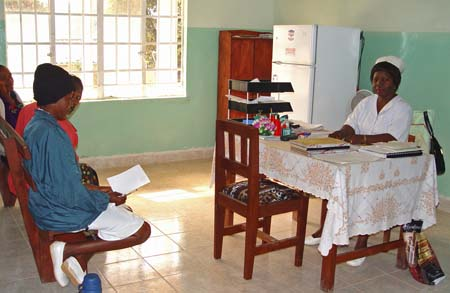
На приёме в больнице Койду (Сьерра-Леоне)

В последние годы методы традиционной африканской медицины начинают вызывать интерес у западных исследователей и у правительств африканских государств. Развивающиеся страны не имеют возможности создать полноценные системы здравоохранения по финансовым соображениям. В связи с этим они начинают проявлять интерес к традиционной медицине, возникают планы создания континентальной системы здравоохранения на основе традиционной медицины.
Примером подобного подхода может служить экспериментальная больница, созданная в Южноафриканском городе Kwa-Mhlanga. В ней применяются методы традиционной африканской медицины, гомеопатия,
иридодиагностика и элементы азиатской альтернативной медицины.

## Диагностика
Традиционная медицина тесно связана с верованиями и во многом носит магический характер. Вместо того, чтобы анализировать физические аспекты заболевания, целители изучают его (духовные) причины, а именно нарушение баланса между пациентом и его окружением, и с миром духов. Естественные причины рассматриваются как инструмент в руках духов или богов. Например, недомогание часто объясняется грехами, нарушением моральных норм человеком, семьёй, деревней. Болезни в их представлении насылаются богами в качестве наказания за нарушение универсальных моральных законов.
Чтобы определить причины заболевания целители используют заклинания. Чтение заклинаний позволяет создать необходимую атмосферу, создаёт у больных ощущение причастности миру духов. В трудных случаях целитель прибегает к гаданию -тогда он направляет больного к провидцу. Определение диагноза с помощью гадания  может включать жертвоприношение.

## Лечение
Арсенал африканских знахарей включает широкий набор процедур, начиная от магических обрядов и заканчивая диетами, траволечением, лечебными ваннами, массажем, вплоть до хирургического вмешательства. Для лечения мигреней, кашля, абсцессов и плеврита используется кровопускание, сопровождаемое нанесением травяных мазей на место пореза. Иногда болезнь переносят на животных. В отдельных культурах против головной боли применяется втирание горячих растительных мазей в веки пациента.
Для лечение малярии применяется травяные настойки внутрь и ингаляции растительных настоек. Для лечения лихорадки (высокой температуры) используется паровая баня.

### Траволечение
Флора Африки очень богата, в том числе и растениями, обладающими лекарственными свойствами. Из 6400 видов растений тропической Африки, нашедших применение в хозяйственной деятельности человека, более 4000 используются в медицинских целях.
Африканские лекарственные растения вызывают интерес и у представителей западной медицины. Некоторые примеры лекарственных растений Африки:
- Слива африканская (Prunus africana): Препарат из коры этого растения применяется за пределами Африки как средство против аденомы простаты[3]. Применяющие её препараты пациенты отмечают облегчение мочеиспускания, уменьшение воспаления и отложений холестерина. В Африке применяется в виде чая, в остальном мире в виде порошков, настоек и таблеток. В больших количествах собирается на Мадагаскаре и в Камеруне.
- Securidaca longepedunculata Тропическое растение, широко распространённое на всем континенте. В Танзании отвар из высушенной коры и корней этого растения применяются в качестве успокаивающего средства при нервных расстройствах. В Восточной Африке сушеные листья применяются для лечения ран, кашля, венерических заболеваний и укусов змей. В Малави листья используются для лечения как ранее указанных заболеваний, так и для лечения шистосоматоза и при головных болях. По всей Африке это растение применяется для лечения кожных заболеваний, малярии, импотенции, эпилепсии и в качестве афродизиака[4].